# اوتو بلس
يعد جهاز آوتو بلس جهازًا للإنعاش القلبي الرئوي وهو جهازآ لي ومحمولًا يعمل بالبطارية تم إنشاؤه بواسطة شركه ريفينانت وتم شراؤه وتصنيعه حاليًا بواسطة شركه زول للصناعات الدوائية. ويعتبر جهاز للضغط يتكون من شريط ضيق واللوح الخلفي النصفي الذي يهدف إلى استخدامه لـ الإنعاش القلبي أثناء دعم الإنعاش المتقدم من قبل مقدمي الرعاية الصحية المحترفين. يستخدم اوتو بلس شريط توزيع لتقديم ضغطات الصدر. في الأدب، يُعرف أيضًا باسم جهاز انعاش القلب والرئتين.
يقيس اوتوبلس حجم الصدر ومقاومته قبل أن يقدم مزيجًا فريدًا من ضغطات الصدران عمق الضغط والقوة يختلف لكل مريض وإن إزاحة الصدر تساوي انخفاضًا بنسبة 20% في عمق الصدر الأمامي الخلفي. تبلغ دورة الخدمة الفسيولوجية 50٪، ويتم تشغيلها في وضع ضغط 30: 2، 15: 2 أو وضع الضغط المستمر، والذي يمكن للمستخدم تحديده، بمعدل 80 ضغطة في الدقيقة.

## تشغيل الجهاز
يوضع رأس المريض وكتفيه أعلى ظهره على وحدة القاعدة، مع وجود أدوات التحكم في النبض التلقائي بجانب أذن المريض اليسرى. يمكن زيادتها لدعم العمود الفقري العنقي. تحتوي الوحدة على كمبيوتر تحكم وبطارية قابلة لإعادة الشحن والمحركات التي تعمل على شريط الحياه وهو حزام قابل للتعديل يغطي القفص الصدري بأكمله. عندما يتم ربط المريض والضغط على زر البدء، يسحب حزام الحياه بإحكام حول الصدر، ويحدد حجم الصدر والمقاومة للمريض، ويستمر في احاطه القفص الصدري بأكمله بشكل إيقاعي، ويضخ القلب بمعدل 80 ضغطًا في الدقيقة. يمكن وضع شريط الحياه فوق وسائد لازالة الرجفان. إن لشريط الحياه قابل للازاره، وهو مصمم للاستخدام على مريض واحد فقط لأسباب صحية.

## آلية إنعاش القلب والرئتين
```
ينتج نظام توزع الحمل، الذي يستخدم الضغط الصدري، تدفقًا أعلى للدم مقارنةً بنظام الإنعاش القلبي الرئوي الذي يتكون من ضغطات قصية فقط. يتم تحديد إمكانية إنتاج تدفق الدم لضحية السكتة القلبية المفاجئة إلى حد كبير من خلال قوة الذروة للضغط.
```

العوامل المحدده لتطبيق الضغط هو قوة الضغط، وعمق الضغط، ومدة الاحتفاظ بالضغط على أقصى عمق
| Cardiac Pump | Thoracic Pump | Thoracic and Cardiac Pump combined |

## بحوث
المعيار الذهبي لبحوث الإنعاش هو البقاء حتى الخروج من المستشفى. على الرغم من انه بدا من المفيد قياس النتائج القصيره ومتوسطة المدى مثل عودة الدورة الدموية التلقائية (ROSC) أو البقاء على قيد الحياة احتى الدخول للمستشفى.
أظهرت دراسه خاصه على الحيوانات أن جهاز الإنعاش القلبي الرئوي أكثر فاعليه في توفير دعم للقناه الدورانيه من الإنعاش القلبي الرئوي اليدوي. أظهرت إحدى الدراسات أن استخدام جهاز الاوتو بالاس أنتج تدفق الدم إلى القلب والدماغ تعادل المستويات ما قبل التوقف.
في دراسة أخرى، أظهر AutoPulse المعدل أنه فعال للغاية في دعم السكتة القلبية في الحيوانات، في حين أن الإنعاش القلبي الرئوي اليدوي كان ضعيفًا في فعاليتها استخدمت الخنازير في هذه الدراسة، وتركت في السكتة القلبية لمدة ثماني دقائق لمحاكاة متوسط زمن استجابة سيارة الإسعاف
تم انعاش73% من الخنازير التي تم وضعها على جهاز الاوتو بالاس، و 88% من الخنازير الباقية لم تظهر أي دمار عصبي ولم ينج أي من الخنازير التي تلقت إنعاش يدويًا
تعد تجربة الدورة الدموية لتطوير رعاية الإنعاش أكبر تجربة عشوائية محتملة حتى الآن لضغط الصدر اليدوي في السكتة القلبية عند حدوثها خارج المستشفى
كان الهدف هو إظهار أن مضخة دعم القلب الاوتو بالاس هي مكون آمن وفعال لنظام من الرعاية يركز على نوعيه عاليه الجودة من إنعاش الصدر
مقارنه بالإنعاش القلبي اليدوي عالي النوعيه نتائج الاوتو بالاس مكافئة احصائيا للخروج من المستشفى ولا يوجد اختلاف في الحالة العصبية عند الخروج لدى البالغين الذين يواجهون السكتة القلبية من المسببات المفترضة
بعض ارشادات جمعيه القلب الأمريكية للإنعاش القلبي الرئوي لفرقة توزيع الحمل
| Class I   | موصى به اكيد ومدعوم بادله ممتازه.         |
| Class IIa | توفر ادله جيده إلى جيده جدا ومقبول ومفيد. |
| Class IIb | مقبول ومفيد ادله جيده.                    |
| Class III | قد تكون ضاره غيرمقبوله وغير موثقه.        |

هناك أوقات يكون فيها تقديم الإنعاش القلبي اليدوي عالي النوعيه غير عملي وغير ممكن ؛ تؤكد نتائج تجربة الدورة الدمويه الدور الهام الذي يمكن أن يلعبه نظام الاوتو بالاس في تحسين نتائج هذا الإنعاش

## الانتقادات
تلقى اوتو بلس قدرًا لا بأس به من الانتقادات حول عمر بطاريته وكثافته وهنالك دراسات تشير إلى ضعف البقاء على قيد الحياة عند الخروج من المستشفى. يمكن العثور على الحالة الأبرز لهذه القضايا في التقارير الإخبارية لإنعاش الأمير فريسو بعد أن تم القبض عليه هو ورفيقه في انهيار جليدي. في هذه الحالة، فشلت بطاريات اوتوبلس بعد 9 و 15 دقيقة فقط.
انتقد آخرون التكلفة العالية والطبيعة غير القابلة لـلرجوع في الاوتو بلس واسواره النجاة القابله للتصرف. يعتمد نظام تشغيل الاوتو بلس الجديد على تقنية ذكية تم تصميمها لتبسيط صيانة بطاريات اوتو بلس عن طريق أتمتة التكييف الشهري. يمكن تشغيل جهاز اوتو بلس مع بطاريات (ليثيوم أيون) المصممة للبيئات المزدحمه والمتنقلة حيث يكون الوزن أكبر
فشلت الدراسات أيضًا في إظهار الزيادة في البقاء على قيد الحياة عند الخروج من المستشفى. خلال تجربة ASPIRE وهي أول تجربة عشوائية متعددة المتوسطات، انخفض معدل البقاء على قيد الحياة إلى معدلات الخروج من المستشفى من 9.9% مع الإنعاش القلبي الرئوي اليدوي إلى حوالي 5٪. بسبب هذه النتائج، أنهى مجلس مراجعة الأخلاقيات هذه الدراسة. ومع ذلك، يشكك بعض الباحثين في صحة تجربة ASPIRE.
```
تشير نتائج دراسة الدورة الدمويه بالإضافة إلى ذلك إلى أن جهاز الاوتو بالاس يحتاج إلى وقت لإزالة الرجفان الأول ويقلل متوسط الضغط في الدقيقة مقارنة مع الإنعاش القلبي اليدوي..
بشكل عام، لا تُظهر الدراسة أي افضليه مقارنة بجودة الإنعاش القلبي اليدوي
[
6
]
```